# Лечче
Ле́чче (итал. Lecce, лат. Lupiae) — итальянский город с 95 269 жителями, столица одноимённой провинции в области Апулия. Расположенный в почти центральном месте на полуострове Саленто, он является центром обширной территории, включающей 31 муниципалитет в северной части провинции. Он расположен в 11 км от побережья Адриатического моря и в 23 от Ионического моря. Это столица самой восточной провинции Италии.
Город Лечче известен как «Флоренция юга» из-за большого числа монументов в стиле барокко, среди которых выделяется базилика Санта-Кроче (XVI—XVII вв.)
Покровителем города считается святитель Оронций, празднование 26 августа, а также святые Иуст и Фортунат.
В городе расположен Университет Саленто.

## Известные люди
- В городе родился Тито Скипа — знаменитый итальянский певец (тенор).
- Луиза Амалия Паладини[итал.] (1810—1872) — писательница и поэтесса.